# `Abdu'l-Bahà
`Abdu'l-Bahà (persa: عبدالبهاء; àrab: عبد البهاء, ʿAbd al-Bahāʾ) (Teheran, 23 de maig de 1844-Haifa 28 de novembre de 1921), nascut `Abbàs Effendí (persa: عباس أفندي) fou fill del fundador de la Fe Bahà'í, Bahà'u'llàh, i el seu successor al capdavant de la seva comunitat.
Va acompanyar al seu pare a l'exili i a la seva mort (1892) fou reconegut com a cap d'acord amb la voluntat del pare, però s'hi va oposar el seu germà consanguini Mírzá Muhammad `Alí que va formar una branca rival i va comprometre al seu germà que fou empresonat pels otomans fins al 1908. Llavors va començar a visitar països: Egipte (1910), Europa amb França i Gran Bretanya (1911) i Estats Units (1912) retornant a Gran Bretanya el setembre de 1912 i va seguir a França, Alemanya, Àustria i Hongria. A final de 1913 va anar a Palestina on va romandre fins a la seva mort.
Va escriure nombroses obres. Va morir a Haifa el 28 de novembre de 1921.